# 淺色天竺鯛
淺色天竺鯛，為輻鰭魚綱鈎頭魚目天竺鯛科的其中一個種。

## 分布
本魚分布於西大西洋區，包括美國南部、加勒比海各島嶼、貝里斯、委內瑞拉、巴西等海域。

## 深度
水深3至30公尺。

## 特徵
本魚體延長而側扁，眼大，口大略下位,頜齒細小，鋤骨和腭骨通常具齒，舌上無齒，鰓蓋骨後緣棘不發達，側線明顯，體呈粉紅色，體被櫛鱗，體側散布著藍色或綠色螢光的斑塊，各鰭透明，尾鰭截形，體長可達10.5公分。

## 生態
本魚棲息於岩石底部，白天躲藏於岩洞中，夜間出來覓食，屬肉食性，以小型底棲甲殼類為食。繁殖期時，雄魚具有口孵習性，卵約7日化成仔魚，由雄魚吐出，具短暫的仔魚飄浮期。

## 經濟利用
不具經濟價值。